# 麗人 (1946年の映画)
『麗人』（れいじん）は、1946年（昭和21年）製作・公開、渡辺邦男監督による日本映画、現代劇である。八住利雄が歌人・柳原白蓮の半生をモデルに書いたオリジナル脚本を、渡辺邦男が監督した。公開当時、白蓮本人をはじめ関係者の多くが存命中であり、白蓮事件の人物設定を借りているが、事件を直接描いたものではない。また、同名のサイレント映画『麗人』（松竹蒲田／監督・島津保次郎　昭和5年（1930年）公開）とは一切関係がない。

## ストーリー
大正初期。婚約者・進一（藤田）が東京市電争議に巻き込まれ検挙されてしまう。何も知らない没落華族の娘・圭子（原）は、婚約を破棄されたと勘違いし、また、わが家の窮状を救うために親子ほど年の離れた九州の新興成金である金満家・井坂（進藤）のもとへ嫁ぐ。彼女の覚悟を知るのは親友の桜町露子（羽鳥）のみ。彼女は今や井坂に飼われた駕籠の鳥であり、愛玩物であった。

### スタッフ・作品データ
- 製作 - 竹井諒、本木荘二郎
- 監督 - 渡辺邦男
- 脚本 - 八住利雄
- 撮影 - 川村清衛
- 照明 - 田畑正一
- 美術 - 河東安英
- 録音 - 岡崎三千雄
- 音楽 - 古賀政男
- 主題歌 -『麗人の歌』(コロムビアレコード 1946年5月発売)
作詞：西條八十、作曲：古賀政男、唄：霧島昇
- 上映時間（巻数 / メートル数） : 98分 （11巻 / 2,673m）
- フォーマット : 白黒映画 - スタンダード・サイズ（1.33:1） - モノラル録音

### キャスト
- 原節子 - 菊小路圭子
- 英百合子 - 圭子の母とみ
- 尾上栄二郎 - 圭子の兄春夫
- 羽鳥敏子 - 桜町露子
- 汐見洋 - 露子の父兼定
- 三條利喜江 - 露子の母さだ子
- 藤田進 - 田澤進一
- 進藤英太郎 - 井坂伝助
- 椿澄枝 - 里枝
- 伊達里子 - お浜
- 清水将夫 - 河田先生
- 小島洋々 - 菊小路家の家令本橋
- 武村新 - 伝助の秘書彦坂
- 大倉文雄 - 谷井
- 深見泰三 - 津山
- 田中春男 - 里枝の夫三造
- 田中筆子 - 婆やくめ
- 光一 - 労働者風の男